# Aad Mansveld
Aad Mansveld (L'Aia, 14 luglio 1944 – L'Aia, 5 dicembre 1991) è stato un calciatore olandese, di ruolo difensore.

## Carriera

### Club
Esordisce in prima squadra dell'ADO Den Haag nella stagione 1964-1965, ottenendo con i capitolini il terzo posto finale, piazzamento bissato l'anno seguente, stagione in cui raggiunge anche la finale della Coppa d'Olanda 1965-1966, persa contro lo Sparta Rotterdam. L'Eredivisie 1966-1967 è invece conclusa al quarto posto.
Nell'estate 1967, con l'ADO Den Haag nelle vesti del San Francisco Golden Gate Gales, disputa l'unica edizione del campionato dell'United Soccer Association, lega calcistica nordamericana che poteva fregiarsi del titolo di campionato di Prima Divisione su riconoscimento della FIFA, nel 1967: quell'edizione della Lega fu disputata utilizzando squadre europee e sudamericane in rappresentanza di quelle della USA, che non avevano avuto tempo di riorganizzarsi dopo la scissione che aveva dato vita al campionato concorrente della National Professional Soccer League. I Golden Gate Gales non superarono le qualificazioni per i play-off, chiudendo la stagione al secondo posto della Western Division.
Nella stagione 1967-1968 Mansveld con il suo club ottiene il quarto posto finale e la vittoria della Coppa d'Olanda 1967-1968 ai danni dell'Ajax.
Nella stagione 1968-1969 raggiunge il sesto posto in campionato e gli ottavi di finale della Coppa delle Coppe 1968-1969.
Dopo un altro sesto posto nell'Eredivisie 1969-1970, la stagione seguente è chiusa al terzo posto finale.
Nella stagione 1971-1972 Mansveld con i suoi ottiene il quinto posto in campionato ed il raggiungimento della finale della KNVB beker 1971-1972, persa contro l'Ajax.
Le stagioni 1972-1973 e 1973-1974 sono chiuse rispettivamente al quinto e tredicesimo posto.
Nella Eredivisie 1974-1975 Mansveld si piazza al decimo posto finale, vincendo però la KNVB beker 1974-1975 grazie alla vittoria in finale sul Twente.
La stagione 1975-1976 fu chiusa al sesto posto finale mentre la partecipazione alla Coppa delle Coppe 1975-1976 terminò ai quarti di finale. La stagione seguente Mansveld con il suo club ottenne il decimo posto finale.
Nel 1977 viene ingaggiato dal Feyenoord, club con cui ottiene il decimo posto dell'Eredivisie 1977-1978. L'anno seguente a stagione in corso torna al Den Haag, concludendo il campionato al settimo posto. Nella stagione 1979-1980 Mansveld con il suo club ottiene il decimo posto finale a cui ne segue un quattordicesimo l'anno dopo.
Nel 1982 passa all'Utrecht ma ritornerà a stagione in corso al Den Haag, club con cui retrocederà in cadetteria a seguito del diciassettesimo e penultimo posto ottenuto in campionato. Al termine della stagione si ritirerà dalla calcio giocato.

### Nazionale
Mansveld ha giocato nella nazionale di calcio dei Paesi Bassi con cui ottenne la qualificazione ai mondiali di Germania, grazie alla vittoria del girone 3 della zona europea. Nonostante avesse giocato tre incontri nelle qualificazioni non venne selezionato dal c.t. Rinus Michels per la fase finale del torneo.

#### Cronologia presenze e reti in Nazionale
| Cronologia completa delle presenze e delle reti in nazionale ― Paesi Bassi | Cronologia completa delle presenze e delle reti in nazionale ― Paesi Bassi | Cronologia completa delle presenze e delle reti in nazionale ― Paesi Bassi | Cronologia completa delle presenze e delle reti in nazionale ― Paesi Bassi | Cronologia completa delle presenze e delle reti in nazionale ― Paesi Bassi | Cronologia completa delle presenze e delle reti in nazionale ― Paesi Bassi | Cronologia completa delle presenze e delle reti in nazionale ― Paesi Bassi | Cronologia completa delle presenze e delle reti in nazionale ― Paesi Bassi |
| Data                                                                       | Città                                                                      | In casa                                                                    | Risultato                                                                  | Ospiti                                                                     | Competizione                                                               | Reti                                                                       | Note                                                                       |
| -------------------------------------------------------------------------- | -------------------------------------------------------------------------- | -------------------------------------------------------------------------- | -------------------------------------------------------------------------- | -------------------------------------------------------------------------- | -------------------------------------------------------------------------- | -------------------------------------------------------------------------- | -------------------------------------------------------------------------- |
| 30-8-1972                                                                  | Praga                                                                      | Cecoslovacchia                                                             | 1 – 2                                                                      | Paesi Bassi                                                                | Amichevole                                                                 | -                                                                          |                                                                            |
| 1-11-1972                                                                  | Rotterdam                                                                  | Paesi Bassi                                                                | 9 – 0                                                                      | Norvegia                                                                   | Qual. Mondiali 1974                                                        | -                                                                          |                                                                            |
| 19-11-1972                                                                 | Deurne                                                                     | Belgio                                                                     | 0 – 0                                                                      | Paesi Bassi                                                                | Qual. Mondiali 1974                                                        | -                                                                          |                                                                            |
| 28-3-1973                                                                  | Vienna                                                                     | Austria                                                                    | 1 – 0                                                                      | Paesi Bassi                                                                | Amichevole                                                                 | -                                                                          |                                                                            |
| 10-10-1973                                                                 | Rotterdam                                                                  | Paesi Bassi                                                                | 1 – 1                                                                      | Polonia                                                                    | Amichevole                                                                 | -                                                                          |                                                                            |
| 18-11-1973                                                                 | Amsterdam                                                                  | Paesi Bassi                                                                | 0 – 0                                                                      | Belgio                                                                     | Qual. Mondiali 1974                                                        | -                                                                          |                                                                            |
| Totale                                                                     |                                                                            | Presenze                                                                   | 6                                                                          |                                                                            | Reti                                                                       | 0                                                                          |                                                                            |

## Palmarès
- Coppa dei Paesi Bassi: 1

ADO Den Haag/FC Den Haag:1967-1968, 1974-1975